# Haksjöborrekaktus
Haksjöborrekaktus (Echinopsis ancistrophora) är en mångformig art i familjen kaktusväxter från södra Bolivia och västra Argentina. 

## Beskrivning
Stammarna är klotformiga, till 8 cm i diameter, mörkt gröna, solitära eller bildar grupper. Vanligen med en ljusbrun, krokformig centraltagg och 3–10 vitaktiga, böjda raditärtaggar. Blommor i alla färger från vitt till rött, 12–16 cm långa.
Echinopsis subdenudata räknas numera som en tagglös form av haksjöborrekaktus.

## Underarter
Fyra underarter erkänns:
E. ancistrophora ssp. ancistrophora
Blommor i varierande färger.
E. ancistrophora ssp. arachnacantha (Buining & F.Ritter) Rausch 1977
Den är mindre, med gula, gulorange eller röda blommor.
E. ancistrophora ssp. cardenasiana (Rausch) Rausch 1977
Har violettrosa till röda blommor.
E. ancistrophora ssp. pojoensis (Rausch) Rausch 1977
Är större plantor med rödaktiga blommor.

## Etymologi

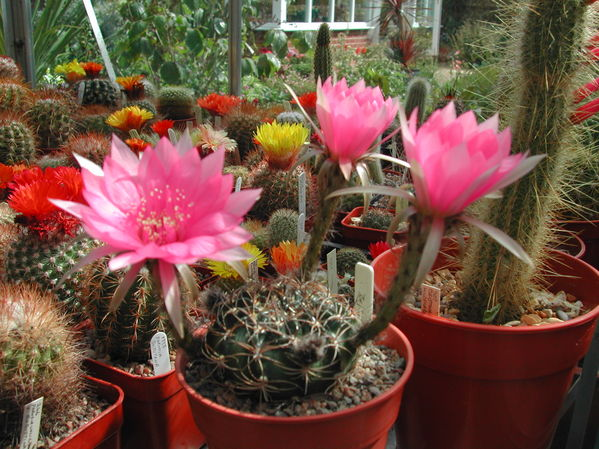
E. ancistrophora ssp. cardenasiana

Namnet ancistrophora betyder hullingförsedd, hakbärande.

## Odling
Det är en lättodlad krukväxt som skall placeras i full sol under hela året. Vattnas cirka en gång per vecka april-maj till oktober. Vid mycket varm väderlek kan mera vatten ges. Ge kvävefattig gödning i små doser.  Övervintras svalt och torrt under november-mars. Temperaturen bör ligga på 10°C. Utan sval vintervila blommar inte kaktusen.

## Synonymer
Arten är varationsrik och många synonymer förekommer i handeln och i kaktuslitteraturen.
E. ancistrophora ssp. ancistrophora
Echinopsis polyancistra  Backeb. 1933
Pseudolobivia polyancistra  (Backeberg) Backeberg 1942
Echinopsis hamatacantha  Backeberg 1934
Pseudolobivia hamatacantha  (Backeberg) Backeberg 1942
Echinopsis kratochviliana  Backeberg 1934
Pseudolobivia kratochviliana  (Backeberg) Backeberg 1942
Echinopsis leucorhodantha  Backeberg 1934,
Pseudolobivia leucorhodantha  (Backeb.) Backeberg ex Krainz 1942
Echinopsis pelecyrhachis  Backeberg 1934
Pseudolobivia pelecyrhachis  (Backeberg) Backeberg ex Krainz 1942
E. ancistrophora ssp. arachnacantha
Echinopsis torrecillasensis  Cardenas 1956
Pseudolobivia torrecillasensis  (Cardenas) Backeberg 1959
E. ancistrophora ssp. cardenasiana
Lobivia cardenasiana  Rausch 1972
Echinopsis cardenasiana  (Rausch) Friedrich 1974
E. ancistrophora ssp. pojoensis
Lobivia pojoensis  Rausch 1968